# Iván Córdoba
Ivan Ramiro Córdoba (Medellín, 1976.augusztus 11. –) egy kolumbiai labdarúgó. Pályafutása jelenletős részét az Internazionale csapatában töltötte. A kolumbiai válogatott egykori csapatkapitánya.
Korábbi csapatai: Deportivo Rionegro, Atlético Nacional, San Lorenzo. Az Inter 1999-ben szerződtette az átigazolási időszakban 16 millió euróért. Az Interrel nyert bajnokságot, olasz kupát és szuperkupát. A kolumbiai válogatottat pedig csapatkapitányként győzelemre vezette a Copa Américán 2001-ben. 2012-ben, tizenhárom év után elhagyta az Inter csapatát és visszavonult az aktív labdarúgástól.

## Sikerei, díjai

### Klub
Internazionale
- Serie A – olasz bajnok (5): 2005–06, 2006–07, 2007–08, 2008–09, 2009–19
- Olasz kupa – olasz kupagyőztes (4): 2004–05, 2005–06, 2009–10, 2010–11
- Olasz szuperkupa győztes (4): 2005, 2006, 2008, 2010
- Bajnokok ligája győztes: 2009–2010
- FIFA-klubvilágbajnokság: 2010

### Válogatott
Kolumbia
- Copa América: 2001

### Egyéni
- Az év dél-amerikai csapata: 1999
- Pirata d'Oro (az év Internazionale játékosa): 2011

## Statisztikái
| Teljesítménye klubokban | Teljesítménye klubokban | Teljesítménye klubokban | League          | League | Kupa            | Kupa       | Nemzetközi      | Nemzetközi   | Összesen        | Összesen |
| Szezon                  | Klub                    | Bajnokság               | Pályára lépések | Gólok  | Pályára lépések | Gólok      | Pályára lépések | Gólok        | Pályára lépések | Gólok    |
| Kolumbia                | Kolumbia                | Kolumbia                | League          | League | Kupa            | Kupa       | Dél-amerikai    | Dél-amerikai | Összesen        | Összesen |
| ----------------------- | ----------------------- | ----------------------- | --------------- | ------ | --------------- | ---------- | --------------- | ------------ | --------------- | -------- |
| 1994                    | Deportivo Rionegro      |                         | 16              | 0      | -               | -          | -               | -            | 16              | 0        |
| 1995                    | Deportivo Rionegro      |                         | 26              | 1      | -               | -          | -               | -            | 26              | 1        |
| 1996                    | Atlético Nacional       |                         | 31              | 1      | -               | -          | -               | -            | 31              | 1        |
| 1997                    | Atlético Nacional       |                         | 42              | 0      | -               | -          | -               | -            | 42              | 0        |
| Argentína               | Argentína               | Argentína               | League          | League | Kupa            | Kupa       | Dél-amerikai    | Dél-amerikai | Összesen        | Összesen |
| 1997                    | San Lorenzo             | Primera División        | 24              | 2      | -               | -          | -               | -            | 24              | 2        |
| 1998                    | San Lorenzo             | Primera División        | 35              | 6      | -               | -          | -               | -            | 35              | 6        |
| Olaszország             | Olaszország             | Olaszország             | League          | League | Olasz kupa      | Olasz kupa | Európai         | Európai      | Összesen        | Összesen |
| 1999–00                 | Internazionale          | Serie A                 | 20              | 0      | 5               | 0          | -               | -            | 25              | 0        |
| 2000–01                 | Internazionale          | Serie A                 | 23              | 0      | 3               | 1          | 9               | 0            | 35              | 1        |
| 2001–02                 | Internazionale          | Serie A                 | 30              | 1      | 1               | 0          | 11              | 0            | 42              | 1        |
| 2002–03                 | Internazionale          | Serie A                 | 28              | 1      | 1               | 0          | 16              | 1            | 45              | 2        |
| 2003–04                 | Internazionale          | Serie A                 | 31              | 1      | 5               | 0          | 11              | 0            | 47              | 1        |
| 2004–05                 | Internazionale          | Serie A                 | 32              | 3      | 4               | 0          | 10              | 0            | 46              | 3        |
| 2005–06                 | Internazionale          | Serie A                 | 35              | 4      | 4               | 0          | 9               | 0            | 48              | 4        |
| 2006–07                 | Internazionale          | Serie A                 | 29              | 0      | 5               | 1          | 7               | 0            | 41              | 1        |
| 2007–08                 | Internazionale          | Serie A                 | 20              | 3      | 1               | 0          | 5               | 0            | 26              | 3        |
| 2008–09                 | Internazionale          | Serie A                 | 28              | 2      | 2               | 0          | 7               | 0            | 37              | 2        |
| 2009–10                 | Internazionale          | Serie A                 | 21              | 0      | 2               | 0          | 2               | 0            | 25              | 0        |
| 2010–11                 | Internazionale          | Serie A                 | 22              | 0      | 1               | 0          | 5               | 0            | 28              | 0        |
| 2011–12                 | Internazionale          | Serie A                 | 5               | 0      | 1               | 0          | 0               | 0            | 6               | 0        |
| Összesen                | Kolumbia                | Kolumbia                | 115             | 2      | -               | -          | -               | -            | 115             | 2        |
| Összesen                | Argentína               | Argentína               | 59              | 8      | -               | -          | -               | -            | 59              | 8        |
| Összesen                | Olaszország             | Olaszország             | 324             | 15     | 34              | 2          | 92              | 1            | 455             | 18       |
| Teljes karrier          | Teljes karrier          | Teljes karrier          | 498             | 25     | 34              | 2          | 92              | 1            | 624             | 28       |

### A válogatottban
| Nemzeti csapat | Év       | Pályára lépések | Gólok |
| -------------- | -------- | --------------- | ----- |
| Kolumbia       | 1997     | 9               | 0     |
| Kolumbia       | 1998     | 4               | 0     |
| Kolumbia       | 1999     | 7               | 3     |
| Kolumbia       | 2000     | 10              | 1     |
| Kolumbia       | 2001     | 10              | 1     |
| Kolumbia       | 2002     | 0               | 0     |
| Kolumbia       | 2003     | 10              | 0     |
| Kolumbia       | 2004     | 6               | 0     |
| Kolumbia       | 2005     | 5               | 0     |
| Kolumbia       | 2006     | 0               | 0     |
| Kolumbia       | 2007     | 6               | 0     |
| Kolumbia       | 2008     | 0               | 0     |
| Kolumbia       | 2009     | 4               | 0     |
| Kolumbia       | 2010     | 2               | 0     |
| Összesen       | Összesen | 73              | 5     |

### Góljai a válogatottban
| # | Dátum             | Helyszín                                            | Pályára lépések száma | Ellenfél    | Gól | Végeredmény | Verseny                                    |
| - | ----------------- | --------------------------------------------------- | --------------------- | ----------- | --- | ----------- | ------------------------------------------ |
| 1 | 1999. február 9.  | Miami Orange Bowl, Miami, Egyesült Államok          | 14                    | Németország | 3–3 | 3–3         | Barátságos mérkőzés                        |
| 2 | 1999. július 4.   | Estadio Feliciano Cáceres, Luque, Paraguay          | 18                    | Argentína   | 1–0 | 3–0         | 1999-es Copa América                       |
| 3 | 1999. október 13. | Mario Alberto Kempes Stadion, Córdoba, Argentína    | 20                    | Argentína   | 1–1 | 1–2         | Barátságos mérkőzés                        |
| 4 | 2000. június 4.   | Estadio Nemesio Camacho El Campín, Bogotá, Kolumbia | 24                    | Venezuela   | 2–0 | 3–0         | 2002-es labdarúgó-világbajnokság-selejtező |
| 5 | 2001. július 29.  | Estadio Nemesio Camacho El Campín, Bogotá, Kolumbia | 35                    | Mexikó      | 1–0 | 1–0         | 2001-es Copa América                       |

## Külső hivatkozások
- Cordoba a National-football-teams.com oldalon
- Iván Córdoba adatlapja a worldfootball.net oldalon (angolul)